# Андерс Аплин
Андерс Аплин (21. јун 1991) сингапурски је фудбалер.

## Репрезентација
За репрезентацију Сингапура дебитовао је 2018. За национални тим одиграо је 2 утакмице.

## Статистика
| Сингапур | Сингапур | Сингапур |
| Год.     | Ута.     | Гол.     |
| -------- | -------- | -------- |
| 2018     | 2        | 0        |
| Укупно   | 2        | 0        |